# Anne Parsons
Anne Maynard ou Anne, Vicomtesse Maynard; Anne Parsons; Nancy Parsons; Nancy Maynard; Mrs. Horton est née approximativement en 1735 et est morte à Paris entre 1814 et 1815. Elle était une courtisane et une maîtresse politique prospère du Royaume de Grande-Bretagne. Elle était de facto la première dame, recevant des invités pour son amant le duc de Grafton, le premier ministre. 

## Biographie
Sa naissance est estimée à 1735 et un compte rendu indique que son père était tailleur dans Bond Street à Londres. On pense qu'elle a d'abord été une prostituée. Elle serait partie en Jamaïque avec un homme appelé Horton ou Houghton, et selon certains témoignages, ils se seraient mariés et il serait mort. À son retour, elle a utilisé un nom de femme mariée, « Mrs. Horton ». 
En 1760, elle était une prostituée reconnue par les membres de l'aristocratie tels que le Comte de Shelburne, un entrepreneur Arnold Nesbitt, et Richard Rigby, un conseiller privé.
En 1764, elle eut une liaison scandaleuse avec Augustus FitzRoy, 3e duc de Grafton, alors que sa femme, Anne FitzPatrick, était enceinte. FitzRoy gardait Parsons dans sa maison et l'emmenait à l'opéra. Ce défi effronté aux conventions offensait les normes de la société. Parsons vivait ouvertement sur les domaines du duc, et pendant ce temps, le duc est devenu secrétaire d'État en 1765.
Anne de Parsons recevait ses invités, et ceux-ci rapportaient sa conversation éclairée. En 1767, le duc devient premier ministre, et elle obtint l'influence, sinon la position, d'une première dame dans son pays. Richard Rigby a utilisé son influence pour retourner les opinions contre la femme du Duc. D'autres rumeurs circulent lorsque la duchesse de Grafton tombe enceinte de son amant, le comte de Upper Ossory. Elle et le duc ont divorcé par acte du Parlement le 23 mars 1769. Anne Parsons aurait pu devenir l'épouse du premier ministre s'il n'avait pas découvert qu’elle avait une liaison avec John Sackville, 3e duc de Dorset.
Trois mois plus tard, le 24 juin 1769, le duc épouse Elizabeth Wrottesley (1er novembre 1745 - 25 mai 1822), fille du révérend Sir Richard Wrottesley, doyen de Worcester.
Vers 1770, Anne Parsons a été peinte par Joshua Reynolds. De nouveau en 1771, elle a été peinte par George Willison (en) en "robe turque". Ce tableau se trouve aujourd'hui au Centre d’art britannique de Yale. 
Elle et Sackville ont passé les six ou sept années suivantes ensemble, jusqu'en 1776, lorsque Anne de Parsons a attiré l'attention de Charles Maynard, deuxième vicomte Maynard (en). À ce moment-là, Maynard avait 23 ans et Anne de Parsons avait peut-être dix ans de plus. Les deux se sont mariés le 24 septembre 1776 à Londres avant de visiter l'Italie, où ils ont eu des difficultés à entrer à la cour royale en raison de leur histoire.
En 1784, ils ont créé un ménage à trois avec l'adolescent Francis Russell, 5e duc de Bedford. Cette liaison se fait avec l'approbation de la grand-mère de Russell et se poursuit jusqu'en 1787. Anne de Parsons a été reçue par des membres mineurs de la famille royale, et a passé le reste de sa vie seule en Italie et en France. Elle est morte près de Paris en 1814 ou 1815.